# Eumelea rosata
Eumelea rosata är en fjärilsart som beskrevs av Fabricius 1794. Eumelea rosata ingår i släktet Eumelea och familjen mätare. Inga underarter finns listade i Catalogue of Life.